# アリョーナ・コストルナヤ
アリョーナ・セルゲーエヴナ・コストルナヤ（ロシア語: Алёна Серге́евна Косторна́я、ロシア語ラテン翻字: Alena Sergeyevna Kostornaia、2003年8月24日 - ）は、ロシアのフィギュアスケート選手（ペア）。2022年まで女子シングルで活躍し、2023年にペアに転向した。シングル選手時代の主な戦績は、2020年欧州選手権優勝、2019年グランプリファイナル優勝、2018年世界ジュニア選手権2位、2018年ジュニアグランプリファイナル優勝など。

## 経歴

### ジュニア時代
2003年8月24日にモスクワで生まれた。2007年にスケートを始め、2011–2012シーズンまでスクールNo.1に所属し、マリナ・チェルカソワの指導を受ける。2016–2017シーズンまでサンボ70チャイコフスカヤに所属し、エレーナ・ズーグンの指導を受ける。

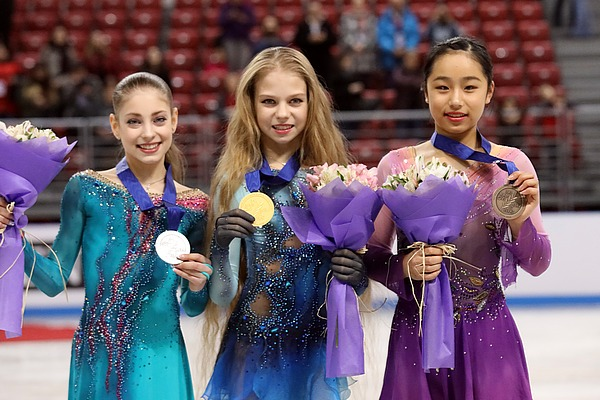
2018年世界ジュニア選手権

2017年5月、サンボ70クリスタルのエテリ・トゥトベリーゼのもとへ移籍した。2017–18シーズン初戦、国際大会デビュー戦のジュニアグランプリシリーズバルティック杯で優勝。ジュニアグランプリ2戦目のエーニャ・ノイマルクトでは2位に入る。ジュニアグランプリファイナルでは初出場にして銀メダルを獲得した。ロシア選手権ではシニアカテゴリーに出場し、3位に入った。3月の世界ジュニア選手権では、アレクサンドラ・トゥルソワに次いで銀メダルを獲得した。
2018–19シーズン、ジュニアグランプリシリーズのオーストリア杯とチェコスケートで連勝し、ジュニアグランプリファイナルへ駒を進めた。ジュニアグランプリファイナルでは合計217.98点の高得点でトゥルソワを抑え、初優勝を飾った。ロシア選手権では2年連続の3位、ロシアジュニア選手権では2位に入った。
2019年3月4日、出場が決まっていた世界ジュニア選手権を健康上の理由により欠場することが発表され、12日には欠場理由が「足の炎症」であることが明らかになった。

### シニアのシングル選手として

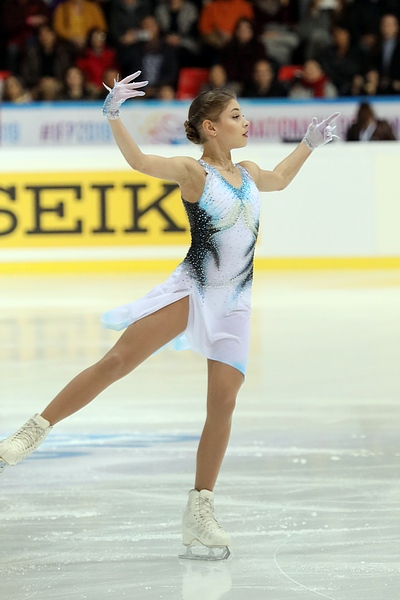
優勝を飾った2019年フランス杯

2019–20シーズン、シニアデビュー戦となるフィンランディア杯において、当時世界歴代3位の234.84点で優勝を飾った。フリーでは3回転アクセルに2度挑戦し、そのうち1本を成功させ、女子シングル史上10人目となる3回転アクセル成功者となった。グランプリシリーズ1戦目のフランス杯では、ショートプログラムで初めて3回転アクセルに挑戦し、回転不足判定となるも首位発進。フリーでは初めて2度の3回転アクセルを成功させ優勝した。2戦目のNHK杯ではショートプログラムで初めて3回転アクセルを成功させ当時の世界最高得点を叩き出す。フリーでも1本成功させ優勝を果たし、グランプリファイナル進出を決めた。グランプリファイナルではショートプログラムで再び世界最高得点を記録。フリーでは完璧な演技で自己ベストを更新、総合得点でも世界最高得点を叩き出し、初優勝を飾った。今大会は同門のアンナ・シェルバコワ、アレクサンドラ・トゥルソワと共にロシア勢が表彰台を独占した。
ロシア選手権ではシェルバコワに次ぐ2位に入った。欧州選手権ではフリー最後の3回転ルッツで転倒したものの、ショートプログラムと合わせて計3度の3回転アクセルを成功させ、優勝を果たした。代表に内定していた世界選手権は、新型コロナウイルス流行の影響で中止となり、初の世界選手権出場は叶わなかった。このシーズンは出場した全ての国際大会で優勝を果たした。

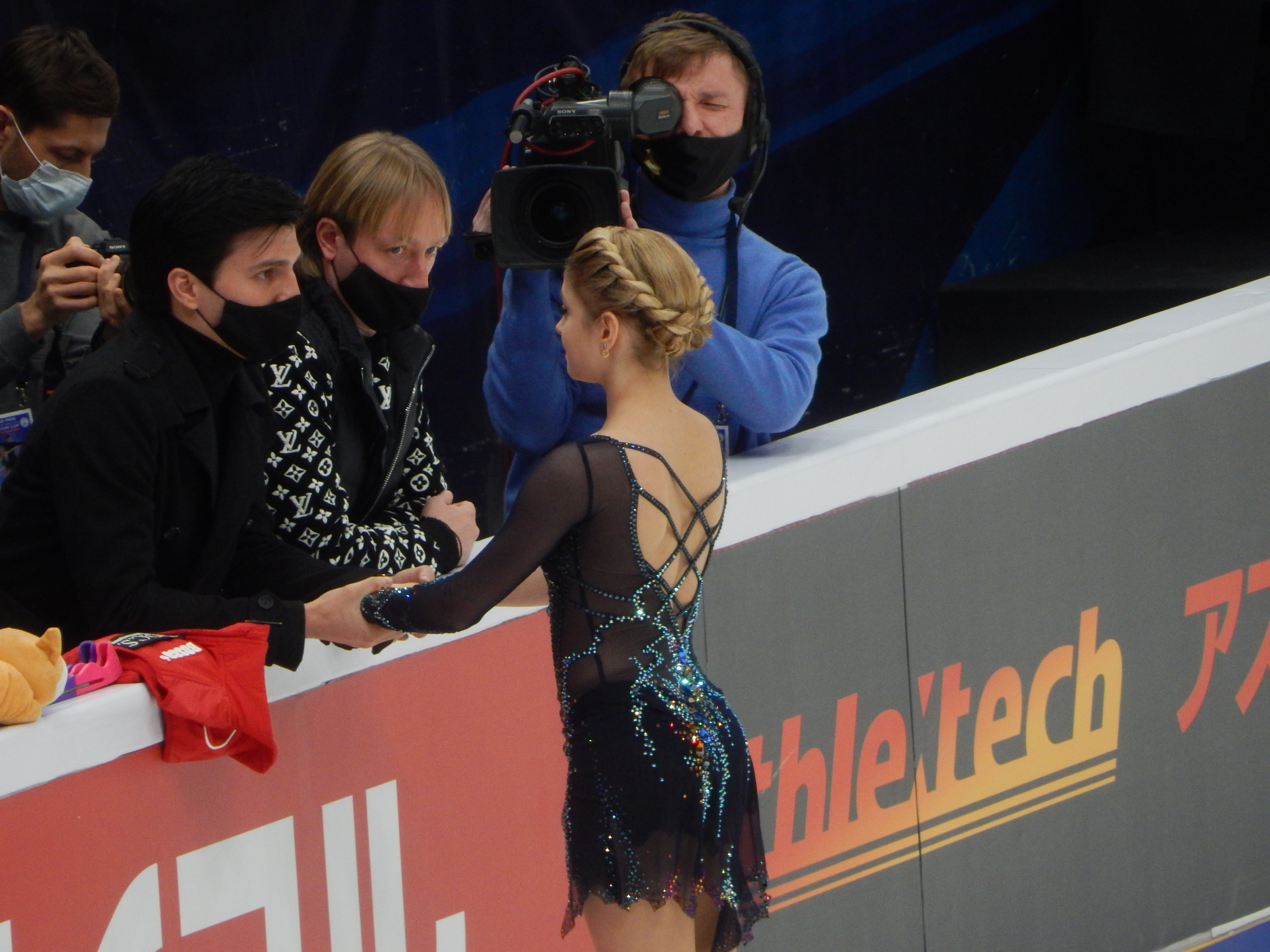
2019年ロステレコム杯にて

2020年7月、3シーズン師事してきたトゥトベリーゼの元を離れ、エフゲニー・プルシェンコの元に移籍することが発表された。2020–21シーズン、初戦となった国内試合のロシアカップ第4戦に出場し、2位となった。グランプリシリーズロステレコム杯に出場し、3回転アクセルは跳ばずに大きなミスなく演技したものの、フリーでの回転不足など小さなミスが重なり総合2位となった。12月4日、新型コロナ陽性によりロシアカップ第5戦を欠場することが発表された。その後も回復が間に合わず、ロシア選手権も欠場となった。2022年2月のロシアカップファイナルでは、世界選手権代表枠を争うエリザベータ・トゥクタミシェワを下回る6位となり、世界選手権代表には選ばれなかった。3月、再びトゥトベリーゼに師事することを表明した。
2021–22シーズン、9月のテストスケートに参加し、2シーズンぶりに3回転アクセルを成功させた。国際大会初戦のフィンランディア杯では3位となった。グランプリシリーズ初戦のスケートカナダではカミラ・ワリエワ、エリザベータ・トゥクタミシェワに次ぐ3位、2戦目のフランス杯ではアンナ・シェルバコワに次ぐ2位に入った。12月14日、手の怪我により、北京オリンピック代表選考会も兼ねたロシア選手権を欠場すると発表した。コストルナヤはYouTubeの番組内で、「アクセルジャンプの練習で転倒した際に骨折した」と説明した。北京オリンピックの代表には選出されず、シーズンが終了した。
2022年3月、所属していたサンボ70を退団し、エレーナ・ブイヤノワのもとに移籍したことが分かった。8月、腰部の損傷により手術を受けることになったとコーチのブイヤノワにより明かされた。

### ペア転向

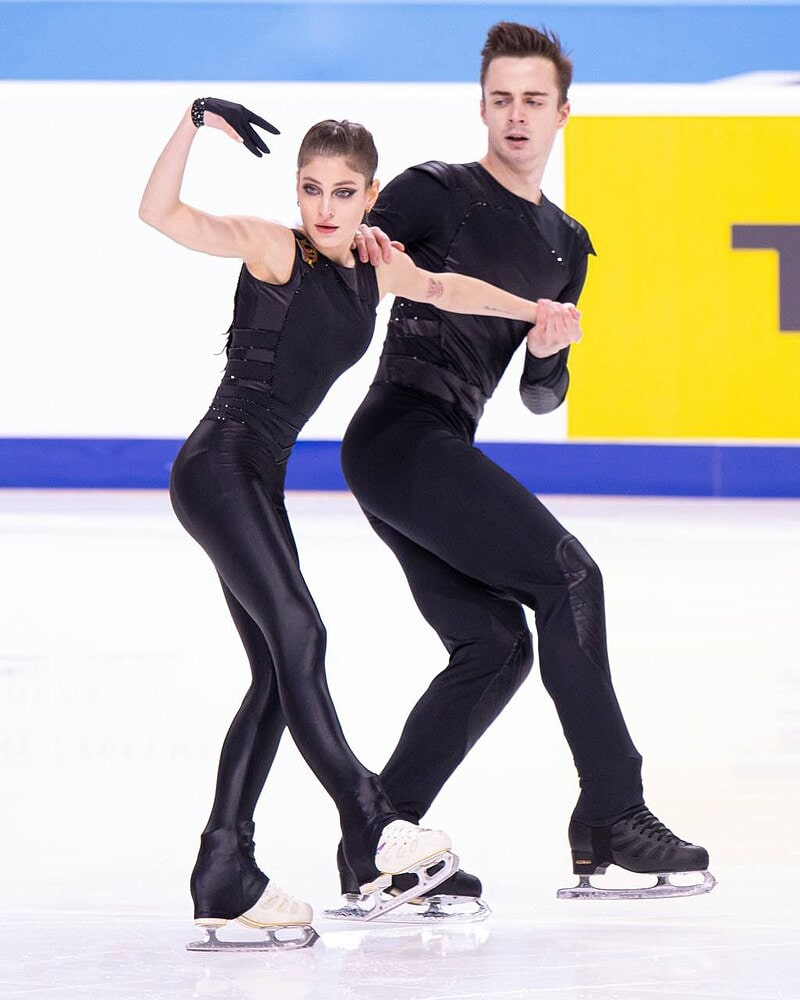
2024年ロシア選手権でのコストルナヤとゲオルギー・クニツァ

2023年1月、女子シングルからペアに転向し、セルゲイ・ロスリャコフに師事することが明らかとなった。パートナーはゲオルギー・クニツァ。10月、ロシアグランプリ第2戦オムスク大会に出場し、ペア選手として国内戦デビューを飾った。合計192.77点と好成績を残し、表彰台まであと一歩の4位に入った。12月のロシア選手権のショートプログラムでは、シングル時代のショートプログラムで使用した曲『The Departure』で演技し9位発進。フリーでは5位に入り、合計200点超えで総合9位となった。

## 人物
数々の金メダリストを輩出しているエテリ・トゥトベリーゼコーチから指導を受けた選手の一人である。過去に同門だったアレクサンドラ・トゥルソワ、アンナ・シェルバコワとはフィギュアスケートの国際的な年齢規定で同世代である。
国際スケート連盟のバイオグラフィーには名前の英語綴りが「Alena」で登録されているが、本人は自身のInstagram等で「Aliona」表記を使用している。
2023年5月20日、自身のInstagramにてペアのパートナーであるゲオルギー・クニツァとの婚約を発表した。

## 技術・演技
全6種類の3回転ジャンプを跳ぶことができる。
2019年フィンランディア杯のフリースケーティング（フリー）において、2本の3回転アクセルをプログラムに組み込み、うち1本（3回転アクセル-2回転トウループの連続ジャンプ）を成功させた。これによって、シニア女性選手としては史上10人目の3回転アクセルの成功者となった。2019年NHK杯ではショートプログラムで3回転アクセルを成功させている。

## 記録
- 女子シングルショートプログラム世界最高得点（85.45） – 2019年グランプリファイナル
- 女子シングルトータルスコア世界最高得点（247.59） – 2019年グランプリファイナル

## 主な戦績
| 国際大会（シニア）        | 国際大会（シニア） | 国際大会（シニア） | 国際大会（シニア） | 国際大会（シニア） | 国際大会（シニア） | 国際大会（シニア） |
| 大会/年                   | 2016–17            | 2017–18            | 2018–19            | 2019–20            | 2020–21            | 2021–22            |
| ------------------------- | ------------------ | ------------------ | ------------------ | ------------------ | ------------------ | ------------------ |
| 世界選手権                |                    |                    |                    | C                  |                    |                    |
| 欧州選手権                |                    |                    |                    | 1                  | C                  |                    |
| GPファイナル              |                    |                    |                    | 1                  |                    | C                  |
| GP NHK杯                  |                    |                    |                    | 1                  |                    |                    |
| GPフランス国際            |                    |                    |                    | 1                  |                    | 2                  |
| GPロステレコム杯          |                    |                    |                    |                    | 2                  |                    |
| GPスケートカナダ          |                    |                    |                    |                    |                    | 3                  |
| CSフィンランディア杯      |                    |                    |                    | 1                  |                    | 3                  |
| 国内大会                  |                    |                    |                    |                    |                    |                    |
| ロシア選手権              |                    | 3                  | 3                  | 2                  | WD                 | WD                 |
| ロシア杯                  |                    | 1                  |                    |                    | 6                  |                    |
| ロシアJr.選手権           | 16                 | 2                  |                    |                    |                    |                    |
| 国際大会（ジュニア）      |                    |                    |                    |                    |                    |                    |
| 世界Jr.選手権             |                    | 2                  | WD                 |                    |                    |                    |
| JGPファイナル             |                    | 2                  | 1                  |                    |                    |                    |
| JGPオーストリア杯         |                    |                    | 1                  |                    |                    |                    |
| JGPチェコスケート         |                    |                    | 1                  |                    |                    |                    |
| JGPエーニャ・ノイマルクト |                    | 2                  |                    |                    |                    |                    |
| JGPバルティック杯         |                    | 1                  |                    |                    |                    |                    |

### 詳細

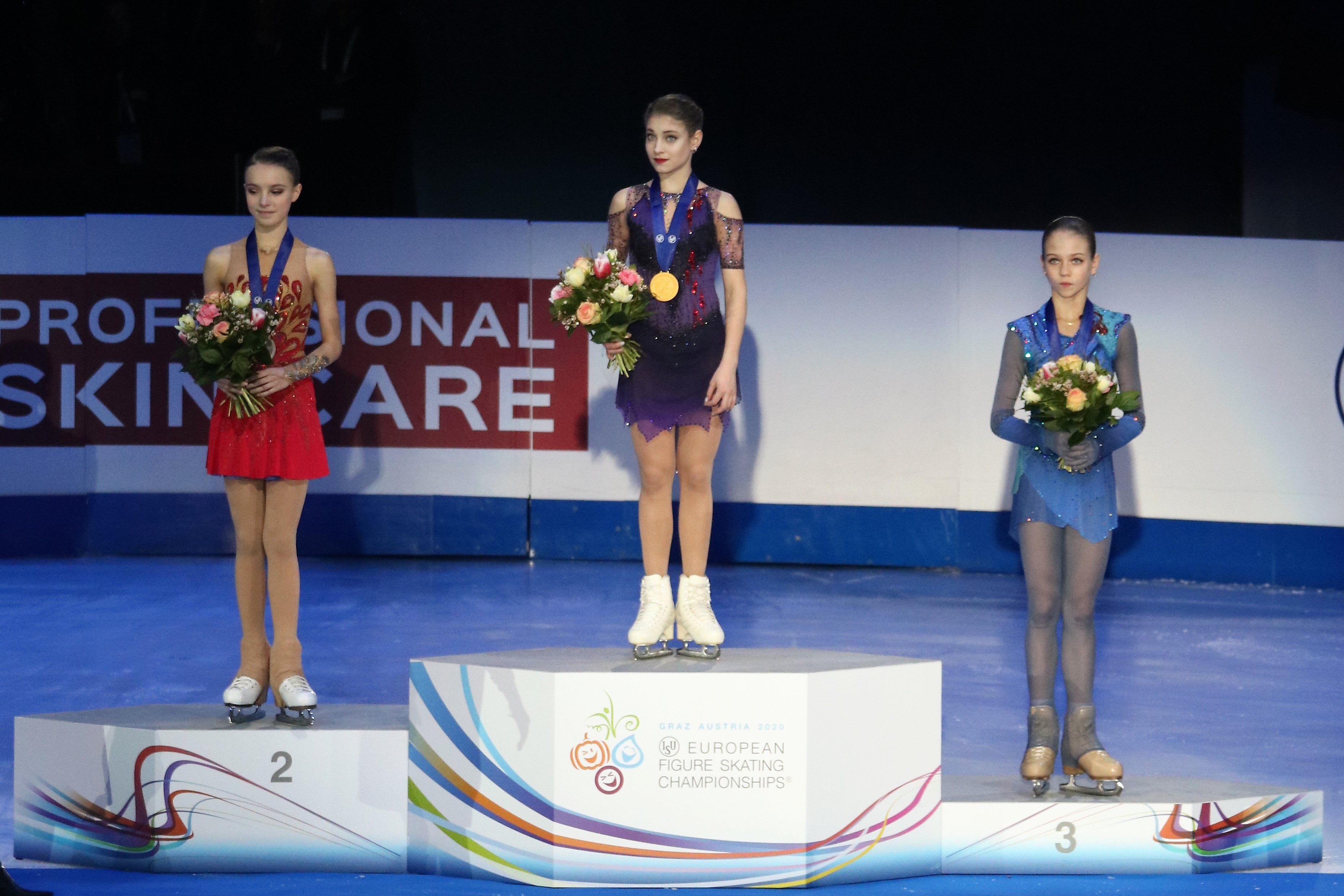
2020年欧州選手権

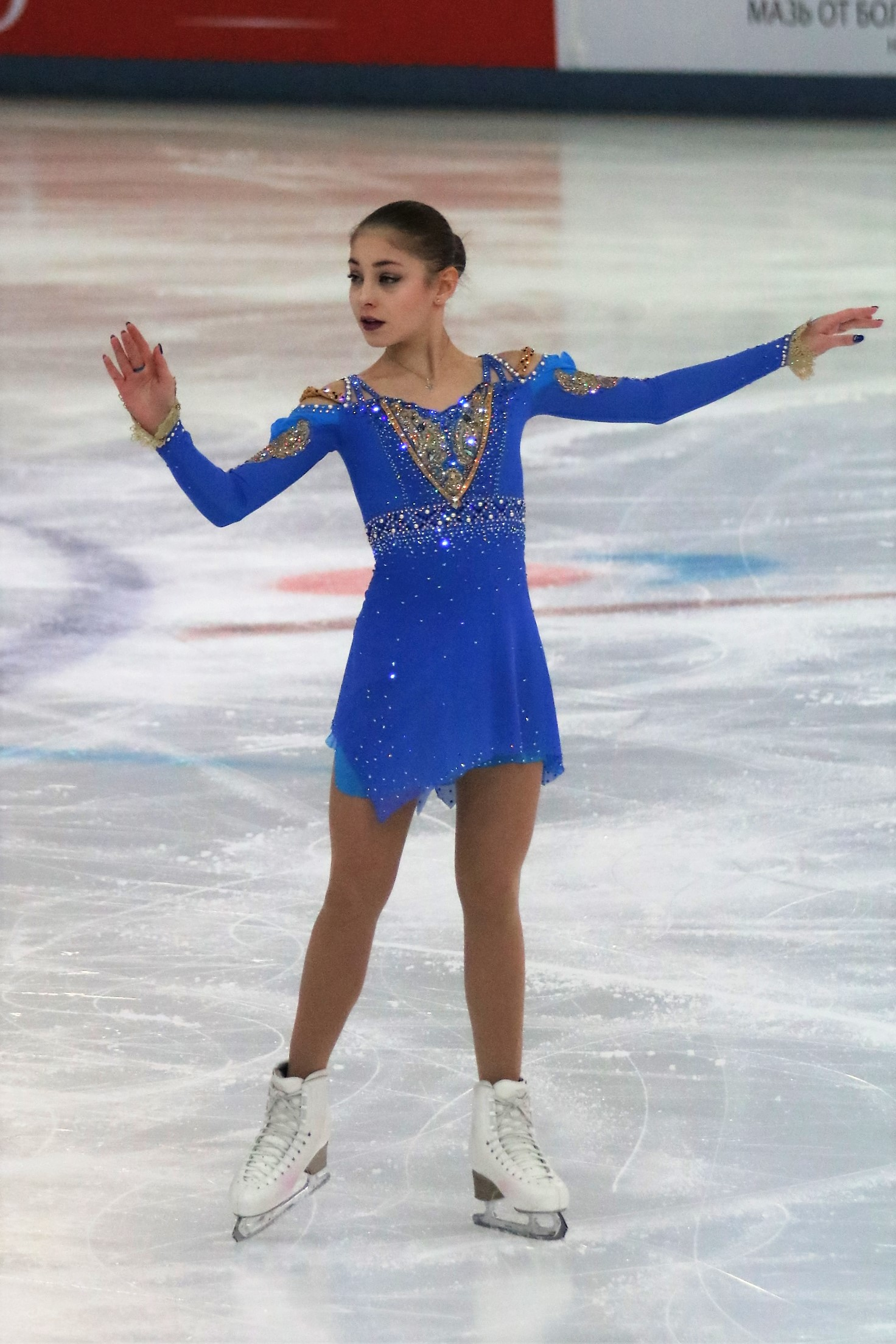
2019年ロシア選手権

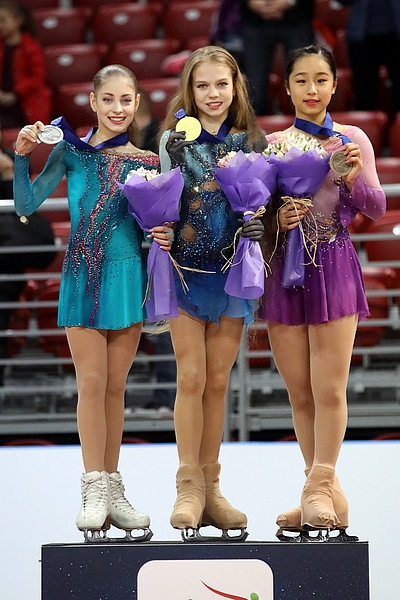
2018年世界ジュニア選手権

| 2021-2022 シーズン    |                                                      |         |          |          |
| 開催日                | 大会名                                               | SP      | FS       | 結果     |
| 2021年11月19日 - 21日 | ISUグランプリシリーズ フランス国際（グルノーブル）   | 2 76.44 | 2 145.41 | 2 221.85 |
| 2021年10月28日 - 31日 | ISUグランプリシリーズ スケートカナダ（バンクーバー） | 3 75.58 | 4 138.96 | 3 214.54 |

| 2019-2020 シーズン    |                                                          |         |          |          |
| 開催日                | 大会名                                                   | SP      | FS       | 結果     |
| 2019年12月5日 - 8日   | 2019/2020 ISUグランプリファイナル（トリノ）              | 1 85.45 | 2 162.14 | 1 247.59 |
| 2019年11月22日 - 24日 | ISUグランプリシリーズ NHK杯（札幌）                      | 1 85.04 | 1 154.96 | 1 240.00 |
| 2019年11月1日 - 3日   | ISUグランプリシリーズ フランス国際（グルノーブル）       | 1 76.55 | 1 159.45 | 1 236.00 |
| 2019年10月11日 - 13日 | ISUチャレンジャーシリーズ フィンランディア杯（エスポー） | 1 77.25 | 1 157.59 | 1 234.84 |

| 2018-2019 シーズン     |                                                           |         |          |          |
| 開催日                 | 大会名                                                    | SP      | FS       | 結果     |
| 2019年1月31日 - 2月4日 | ロシアジュニアフィギュアスケート選手権（ペルミ）          | 1 79.97 | 2 150.82 | 2 230.79 |
| 2018年12月19日 - 23日  | ロシアフィギュアスケート選手権（サランスク）              | 3 74.40 | 3 152.14 | 3 226.54 |
| 2018年12月6日 - 6日    | 2018/2019 ISUジュニアグランプリファイナル（バンクーバー） | 1 76.32 | 2 141.66 | 1 217.98 |
| 2018年9月26日 - 29日   | ISUジュニアグランプリ JGPチェコスケート（オストラヴァ）   | 1 70.24 | 1 128.14 | 1 198.38 |
| 2018年8月29日 - 9月1日 | ISUジュニアグランプリ JGPオーストリア杯（リンツ）         | 1 71.08 | 1 132.42 | 1 203.50 |

| 2017-2018 シーズン    |                                                                       |         |          |          |
| 開催日                | 大会名                                                                | SP      | FS       | 結果     |
| 2018年3月5日 - 11日   | 2018年世界ジュニアフィギュアスケート選手権（ソフィア）                | 2 71.63 | 2 135.76 | 2 207.39 |
| 2018年2月19日 - 23日  | ロシア杯（ノヴゴロド）                                                | 1 73.99 | 1 142.71 | 1 216.70 |
| 2018年1月23日 - 26日  | ロシアジュニアフィギュアスケート選手権（サランスク）                  | 3 69.88 | 1 141.63 | 2 211.51 |
| 2017年12月22日 - 24日 | ロシアフィギュアスケート選手権（サンクトペテルブルク）                | 4 73.59 | 4 142.98 | 3 216.57 |
| 2017年12月7日 - 10日  | 2017/2018 ISUジュニアグランプリファイナル（名古屋）                   | 2 71.65 | 1 132.93 | 2 204.58 |
| 2017年10月11日 - 14日 | ISUジュニアグランプリ エーニャ・ノイマルクト（エーニャ/ボルツァーノ） | 1 67.72 | 2 124.43 | 2 192.15 |
| 2017年10月4日 - 7日   | ISUジュニアグランプリ バルティック杯（グダニスク）                    | 1 69.16 | 2 128.75 | 1 197.91 |

| 2016-2017 シーズン |                                                                |          |           |           |
| 開催日             | 大会名                                                         | SP       | FS        | 結果      |
| 2017年2月3日 - 5日 | ロシアジュニアフィギュアスケート選手権（サンクトペテルブルク） | 12 57.77 | 16 103.48 | 16 161.25 |

## プログラム使用曲
| シーズン  | SP | FS | EX |
| --------- | --- | --- | --- |
| 2020–2021 | - No Time to Die - You Should See Me in a Crown 曲：ビリー・アイリッシュ 振付：セルゲイ・ロザノフ/エレーナ・イリニフ                | 映画『ノクターナル・アニマルズ』より - Wayward Sisters 映画『ウォリスとエドワード 英国王冠をかけた恋』より - Dance For Me Wallis 映画『ロミオとジュリエット(2013年の映画)』より - The Cheek of Night 作曲：アベル・コジェニオウスキ 振付：シェイ＝リーン・ボーン                                  | - Someone Like You - Rolling in the Deep 曲：アデル |
| 2019–2020 | ドラマ『LEFTOVERS/残された世界』より - The Departure (Lullaby) - November 作曲：マックス・リヒター 振付：ダニイル・グレイヘンガウス | 映画『ニュームーン/トワイライト・サーガ』より - The Meadow 曲：アレクサンドル・デスプラ 映画『トワイライト〜初恋〜』より - Eyes on Fire 曲：ブルー・ファウンデーション - Supermassive Black Hole 曲：ミューズ 振付：ダニイル・グレイヘンガウス                                                    | 映画『フィフティ・シェイズ・フリード』より - Never Tear Us Apart 曲：ビショップ・ブリッグス 映画『トワイライト〜初恋〜』より - Eyes on Fire 曲：ブルー・ファウンデーション - Supermassive Black Hole 曲：ミューズ           |
| 2018–2019 | ドラマ『LEFTOVERS/残された世界』より - The Departure (Lullaby) - November 作曲：マックス・リヒター 振付：ダニイル・グレイヘンガウス | 映画『ロミオ+ジュリエット(1996年)』より - Kissing You 作曲：クレイグ・アームストロング 映画『ロミオとジュリエット(2013年の映画)』より - Forbidden Love 作曲：アベル・コジェニオウスキ 映画『ロミオとジュリエット(1968年)』より - 愛のテーマ 作曲：ニーノ・ロータ 振付：ダニイル・グレイヘンガウス | - アディオス・ノニーノ 作曲：アストル・ピアソラ 演奏：パブロ・シーグレル 振付：エテリ・トゥトベリーゼ 映画『トワイライト〜初恋〜』より - Eyes on Fire 曲：ブルー・ファウンデーション - Supermassive Black Hole 曲：ミューズ |
| 2017–2018 | - アディオス・ノニーノ 作曲：アストル・ピアソラ 演奏：パブロ・シーグレル 振付：エテリ・トゥトベリーゼ                               | - ステラのテーマ 作曲：ウィリアム・ジョセフ 振付：ダニイル・グレイヘンガウス | - アディオス・ノニーノ 作曲：アストル・ピアソラ 演奏：パブロ・シーグレル 振付：エテリ・トゥトベリーゼ - カルメン 作曲：ジョルジュ・ビゼー 演奏：モスクワ・ヴィルトゥオージ 振付：セミヨン・カウフマン                       |
| 2016–2017 | - カルメン 作曲：ジョルジュ・ビゼー 演奏：モスクワ・ヴィルトゥオージ 振付：セミヨン・カウフマン                                     | - Les Valses de Vienne 作曲：フランソワ・フェルドマン 振付：セミヨン・カウフマン | |
| 2015–2016 | - カルメン 作曲：ジョルジュ・ビゼー 演奏：モスクワ・ヴィルトゥオージ 振付：セミヨン・カウフマン                                     | - マクトゥーブ 作曲：マルクス・ヴィアナ | |
| 2014–2015 | - Rhapsody in Rock IV 作曲：ロバート・ウェルズ                                                                                      | - マクトゥーブ 作曲：マルクス・ヴィアナ | |